# Rutih
Rutih is een bestuurslaag in het regentschap Aceh Tengah van de provincie Atjeh, Indonesië. Rutih telt 555 inwoners (volkstelling 2010).